# كارل سيفيرين بنتزن
كارل سيفيرين بنتزن هو نقابي وسياسي نرويجي، ولد في 13 سبتمبر 1882 في رينغريكه في النرويج، وتوفي في 1956 في النرويج. نشط حزبياً في حزب العمال. وقد انتخب عضو برلمان النرويج ‏ عن دائرة  وقد انضم خلال فترته النيابية ‏ (1919 – 1921) للكتلة البرلمانية حزب العمال.